# AFC Challenge Cup 2008
Navigation
Édition précédente Édition suivante
L'AFC Challenge Cup 2008 est un tournoi de football gagné par l'Inde. Le tournoi, organisé par l'Inde, est joué du 30 juillet au 13 août 2008. L'Inde remporte aussi le prix du fair-play et le capitaine de la sélection indienne Baichung Bhutia reçoit le prix du meilleur joueur du tournoi.
Taïwan était initialement désigné comme pays-organisateur mais ne pouvait garantir les exigences de l'AFC. Les vainqueurs de l'AFC Challenge Cup 2008 et l'AFC Challenge Cup 2010 sont directement qualifiés pour la Coupe d'Asie des nations de football 2011. Cette compétition est exclusivement réservée aux nations de faible niveau afin d'avoir la possibilité de se qualifier pour une grande compétition. Cependant, dans l'édition précédente, le Bangladesh et l'Inde furent invités comme équipes moyennes - le Bangladesh accueillant le tournoi, et l'Inde envoya les moins de 20 ans. En plus des 16 plus faibles équipes d'Asie (qui n'inclut pas Macao), l'Inde et le Bangladesh ont été encore invités pour le tournoi 2008 en tant que équipes moyennes du continent, avec la Corée du Nord et le Laos.
Le Laos se retire de la compétition le 2 mai. La Palestine se retire de la compétition le 14 mai.
En raison du mauvais état du terrain à la Lal Bahadur Shastri Stadium, l'AFC change les matchs d'endroits. Alors, 10 matches ont été joués lors de la Gachibowli Athletic Stadium, et deux au LB Stadium. À cause des pluies incessantes sur Hyderabad les jours avant la finale, l'AFC change les lieux des matches pour la 3e place et la finale pour le stade Ambedkar Stadium à New Delhi.

## Règlement
Huit sélections participent à la phase finale du tournoi. L'Inde (pays organisateur) ainsi que la Corée du Nord, le Turkménistan et la Birmanie sont automatiquement qualifiés en tant que meilleures équipes au classement FIFA. Seul le premier de chacun des 4 groupes de qualification obtient son billet pour le tournoi final.
La Mongolie et le Timor oriental décidèrent de ne pas prendre part à ce tournoi.

## Qualification
La phase qualificative de l'AFC Challenge Cup 2008 est jouée entre le 2 avril et le 28 mai 2008 dans quatre lieux différents. 16 équipes nationales sont réparties dans quatre groupes.  Les quatre premiers des groupes rejoindront les 4 autres qualifiés d'office : l'Inde, la Corée du Nord, le Turkménistan et la Birmanie. Le tirage pour les qualifications fut réalisé le 18 janvier 2008 au siège de l'AFC à Kuala Lumpur.

### Les participants
en gras - équipes qualifiées, en italiques - équipes qui se retirent
1. Corée du Nord
2. Turkménistan
3. Inde
4. Birmanie
5. Tadjikistan
6. Sri Lanka
7. Népal
8. Kirghizistan
9. Palestine (Forfait le 14 mai 2008)
10. Taipei chinois
11. Bangladesh
12. Brunei
13. Pakistan
14. Cambodge
15. Philippines
16. Afghanistan
17. Bhoutan
18. Macao
19. Guam
20. Laos (Forfait le 2 mai 2008)

### Groupe A
- Matchs disputés à Taiwan.

| Classement final : |                |     |   |   |   |   |    |    |      |
|                    | Équipe         | Pts | J | G | N | P | BP | BC | Diff |
| 1                  | Sri Lanka      | 7   | 3 | 2 | 1 | 0 | 14 | 4  | +10  |
| 2                  | Pakistan       | 6   | 3 | 2 | 0 | 1 | 12 | 10 | +2   |
| 3                  | Taipei chinois | 4   | 3 | 1 | 1 | 1 | 7  | 5  | +2   |
| 4                  | Guam           | 0   | 3 | 0 | 0 | 3 | 4  | 18 | -14  |

| 2 avril | Sri Lanka      | 5 | 1 | Guam           |
|         | Pakistan       | 2 | 1 | Taipei chinois |
| 4 avril | Sri Lanka      | 7 | 1 | Pakistan       |
|         | Taipei chinois | 4 | 1 | Guam           |
| 6 avril | Pakistan       | 9 | 2 | Guam           |
|         | Sri Lanka      | 2 | 2 | Taipei chinois |

| 2 avril 2008 | Guam         | 1 – 5 | Sri Lanka                                                           | Chungshan Soccer Stadium, Taipei                 |                                                  |
| 16:00 UTC+8  | Mendiola 62e |       | Channa 54e · Weerasinghe 55e, 64e · Mohamed 82e · Weerarathne 90+1e | Spectateurs : 300 Arbitrage : Valentin Kovalenko | Spectateurs : 300 Arbitrage : Valentin Kovalenko |
| 16:00 UTC+8  | (Rapport)    |       |                                                                     | Spectateurs : 300 Arbitrage : Valentin Kovalenko | Spectateurs : 300 Arbitrage : Valentin Kovalenko |

| 2 avril 2008 | Taipei chinois | 1 – 2 | Pakistan             | Chungshan Soccer Stadium, Taipei             |                                              |
| 18:30 UTC+8  | Lo Chih-an 5e  |       | Essa 13e · Masih 34e | Spectateurs : 800 Arbitrage : Masaaki Iemoto | Spectateurs : 800 Arbitrage : Masaaki Iemoto |
| 18:30 UTC+8  | (Rapport)      |       |                      | Spectateurs : 800 Arbitrage : Masaaki Iemoto | Spectateurs : 800 Arbitrage : Masaaki Iemoto |

| 4 avril 2008 | Sri Lanka                                                                     | 7 – 1 | Pakistan     | Chungshan Soccer Stadium, Taipei                 |                                                  |
| 16:00 UTC+8  | Jayasuriya 7e, 9e, 42e · Ediribandanage 13e (pen.), 82e · Dehiwalage 72e, 77e |       | A. Ahmed 17e | Spectateurs : 300 Arbitrage : Valentin Kovalenko | Spectateurs : 300 Arbitrage : Valentin Kovalenko |
| 16:00 UTC+8  | (Rapport)                                                                     |       |              | Spectateurs : 300 Arbitrage : Valentin Kovalenko | Spectateurs : 300 Arbitrage : Valentin Kovalenko |

| 4 avril 2008 | Taipei chinois                                                            | 4 – 1 | Guam           | Chungshan Soccer Stadium, Taipei           |                                            |
| 18:30 UTC+8  | Chang Han 20e · Huang Wei-yi 28e · Chen Po-liang 33e · Chiang Shih-lu 44e |       | Pangelinan 17e | Spectateurs : 850 Arbitrage : Sgt. Cho Win | Spectateurs : 850 Arbitrage : Sgt. Cho Win |
| 18:30 UTC+8  | (Rapport)                                                                 |       |                | Spectateurs : 850 Arbitrage : Sgt. Cho Win | Spectateurs : 850 Arbitrage : Sgt. Cho Win |

| 6 avril 2008 | Pakistan                                                                                       | 9 – 2 | Guam                                | Chungshan Soccer Stadium, Taipei                |                                                 |
| 16:00 UTC+8  | Anwar 9e, 18e · Shah 28e · Qasim 44e, 72e, 82e · T. Ahmed 62e · Hameed 65e (pen.) · Rehman 85e |       | Pangelinan 74e · I. Ahmed 80e (csc) | Spectateurs : 200 Arbitrage : Kadhum Auda Lazim | Spectateurs : 200 Arbitrage : Kadhum Auda Lazim |
| 16:00 UTC+8  | (Rapport)                                                                                      |       |                                     | Spectateurs : 200 Arbitrage : Kadhum Auda Lazim | Spectateurs : 200 Arbitrage : Kadhum Auda Lazim |

| 6 avril 2008 | Sri Lanka                                      | 2 – 2 | Taipei chinois                      | Chungshan Soccer Stadium, Taipei             |                                              |
| 18:30 UTC+8  | Chen Po-liang 59e (csc) · Kasun Jayasuriya 86e |       | Chang Han 28e · Tsai Hsien-tang 74e | Spectateurs : 900 Arbitrage : Masaaki Iemoto | Spectateurs : 900 Arbitrage : Masaaki Iemoto |
| 18:30 UTC+8  | (Rapport)                                      |       |                                     | Spectateurs : 900 Arbitrage : Masaaki Iemoto | Spectateurs : 900 Arbitrage : Masaaki Iemoto |

### Groupe B
- Matchs disputés aux Philippines.

| Classement final : |             |     |   |   |   |   |    |    |      |
|                    | Équipe      | Pts | J | G | N | P | BP | BC | Diff |
| 1                  | Tadjikistan | 7   | 3 | 2 | 1 | 0 | 7  | 1  | +6   |
| 2                  | Philippines | 7   | 3 | 2 | 1 | 0 | 4  | 0  | +4   |
| 3                  | Bhoutan     | 1   | 3 | 0 | 1 | 2 | 2  | 7  | -5   |
| 4                  | Brunei      | 1   | 3 | 0 | 1 | 2 | 1  | 6  | -5   |

| 13 mai | Tadjikistan | 3 | 1 | Bhoutan     |
|        | Philippines | 1 | 0 | Brunei      |
| 15 mai | Bhoutan     | 1 | 1 | Brunei      |
|        | Tadjikistan | 0 | 0 | Philippines |
| 17 mai | Tadjikistan | 4 | 0 | Brunei      |
|        | Philippines | 3 | 0 | Bhoutan     |

| 13 mai 2008 | Tadjikistan                          | 3 – 1 | Bhoutan      | Barotac Nuevo Plaza Field, Iloilo           |                                             |
| 15:30 UTC+8 | Hakimov 27e, 88e (pen.) · Rabiev 60e |       | Tshering 69e | Spectateurs : 5 000 Arbitrage : Ng Chiu Kok | Spectateurs : 5 000 Arbitrage : Ng Chiu Kok |
| 15:30 UTC+8 | (Rapport)                            |       |              | Spectateurs : 5 000 Arbitrage : Ng Chiu Kok | Spectateurs : 5 000 Arbitrage : Ng Chiu Kok |

| 13 mai 2008 | Philippines   | 1 – 0 | Brunei | Iloilo Sports Complex, Iloilo              |                                            |
| 15:30 UTC+8 | Caligdong 28e |       |        | Spectateurs : 3 500 Arbitrage : Ali Saleem | Spectateurs : 3 500 Arbitrage : Ali Saleem |
| 15:30 UTC+8 | (Rapport)     |       |        | Spectateurs : 3 500 Arbitrage : Ali Saleem | Spectateurs : 3 500 Arbitrage : Ali Saleem |

| 15 mai 2008 | Bhoutan    | 1 – 1 | Brunei      | Barotac Nuevo Plaza Field, Iloilo                   |                                                     |
| 15:30 UTC+8 | Nawang 12e |       | Khayrun 76e | Spectateurs : 4 000 Arbitrage : Chaiya Alee Mahapab | Spectateurs : 4 000 Arbitrage : Chaiya Alee Mahapab |
| 15:30 UTC+8 | (Rapport)  |       |             | Spectateurs : 4 000 Arbitrage : Chaiya Alee Mahapab | Spectateurs : 4 000 Arbitrage : Chaiya Alee Mahapab |

| 15 mai 2008 | Philippines | 0 – 0 | Tadjikistan | Iloilo Sports Complex, Iloilo                 |                                               |
| 15:30 UTC+8 |             |       |             | Spectateurs : 4 500 Arbitrage : Ali Al-Badawi | Spectateurs : 4 500 Arbitrage : Ali Al-Badawi |
| 15:30 UTC+8 | (Rapport)   |       |             | Spectateurs : 4 500 Arbitrage : Ali Al-Badawi | Spectateurs : 4 500 Arbitrage : Ali Al-Badawi |

| 17 mai 2008 | Brunei    | 0 – 4 | Tadjikistan                                     | Iloilo Sports Complex, Iloilo               |                                             |
| 15:30 UTC+8 |           |       | Rabiev 46e, 87e · Moukhidinov 61e · Hakimov 69e | Spectateurs : 450 Arbitrage : Ali Al-Badawi | Spectateurs : 450 Arbitrage : Ali Al-Badawi |
| 15:30 UTC+8 | (Rapport) |       |                                                 | Spectateurs : 450 Arbitrage : Ali Al-Badawi | Spectateurs : 450 Arbitrage : Ali Al-Badawi |

| 17 mai 2008 | Philippines                                      | 3 – 0 | Bhoutan | Barotac Nuevo Plaza Field, Iloilo          |                                            |
| 15:30 UTC+8 | Gould 41e · P. Younghusband 43e · Pema 58e (csc) |       |         | Spectateurs : 7 000 Arbitrage : Ali Saleem | Spectateurs : 7 000 Arbitrage : Ali Saleem |
| 15:30 UTC+8 | (Rapport)                                        |       |         | Spectateurs : 7 000 Arbitrage : Ali Saleem | Spectateurs : 7 000 Arbitrage : Ali Saleem |

### Groupe C
- Matchs disputés au Kirghizistan.

| Classement final : |              |     |   |   |   |   |    |    |      |
|                    | Équipe       | Pts | J | G | N | P | BP | BC | Diff |
| 1                  | Afghanistan  | 4   | 2 | 1 | 1 | 0 | 1  | 0  | +1   |
| 2                  | Kirghizistan | 3   | 2 | 1 | 0 | 1 | 2  | 2  | 0    |
| 3                  | Bangladesh   | 1   | 2 | 0 | 1 | 1 | 1  | 2  | -1   |
| 4                  | Laos forfait |     |   |   |   |   |    |    |      |

| 5 mai | Afghanistan  | 0 | 0 | Bangladesh   |
| 7 mai | Afghanistan  | 1 | 0 | Kirghizistan |
| 9 mai | Kirghizistan | 2 | 1 | Bangladesh   |

- Le Laos se retire le 2 mai et n'est pas remplacé.

| 5 mai 2008  | Bangladesh | 0 – 0 | Afghanistan | Stade Spartak, Bichkek                          |                                                 |
| 17:30 UTC+6 |            |       |             | Spectateurs : 3 000 Arbitrage : Khalid Al-Senan | Spectateurs : 3 000 Arbitrage : Khalid Al-Senan |
| 17:30 UTC+6 | (Rapport)  |       |             | Spectateurs : 3 000 Arbitrage : Khalid Al-Senan | Spectateurs : 3 000 Arbitrage : Khalid Al-Senan |

| 7 mai 2008  | Afghanistan | 1 – 0 | Kirghizistan | Stade Spartak, Bichkek                         |                                                |
| 17:30 UTC+6 | Yamrali 38e |       |              | Spectateurs : 7 000 Arbitrage : Rosdi Shaharul | Spectateurs : 7 000 Arbitrage : Rosdi Shaharul |
| 17:30 UTC+6 | (Rapport)   |       |              | Spectateurs : 7 000 Arbitrage : Rosdi Shaharul | Spectateurs : 7 000 Arbitrage : Rosdi Shaharul |

| 9 mai 2008  | Kirghizistan               | 2 – 1 | Bangladesh | Stade Spartak, Bichkek                                 |                                                        |
| 17:30 UTC+6 | Kornilov 83e · Sydykov 87e |       | Ameli 63e  | Spectateurs : 5 000 Arbitrage : Atallah Jatli Al Enezi | Spectateurs : 5 000 Arbitrage : Atallah Jatli Al Enezi |
| 17:30 UTC+6 | (Rapport)                  |       |            | Spectateurs : 5 000 Arbitrage : Atallah Jatli Al Enezi | Spectateurs : 5 000 Arbitrage : Atallah Jatli Al Enezi |

### Groupe D
- Matchs disputés au Cambodge.

| Classement final : |                   |     |   |   |   |   |    |    |      |
|                    | Équipe            | Pts | J | G | N | P | BP | BC | Diff |
| 1                  | Népal             | 6   | 2 | 2 | 0 | 0 | 4  | 2  | +2   |
| 2                  | Cambodge          | 3   | 2 | 1 | 0 | 1 | 3  | 2  | +1   |
| 3                  | Macao             | 0   | 2 | 0 | 0 | 2 | 3  | 6  | -3   |
| 4                  | Palestine forfait |     |   |   |   |   |    |    |      |

| 24 mai | Népal    | 3 | 2 | Macao    |
| 26 mai | Népal    | 1 | 0 | Cambodge |
| 28 mai | Cambodge | 3 | 1 | Macao    |

- La Palestine se retire le 14 mai et n'est pas remplacée.

| 24 mai 2008 | Népal                                 | 3 – 2 | Macao                                      | Phnom Penh National Olympic Stadium, Phnom Penh |                                             |
| 15:00 UTC+7 | Sandip Rai 43e · Ju Manu Rai 57e, 65e |       | Che Chi Man 29e (pen.) · Kin Seng Chan 59e | Spectateurs : 2 000 Arbitrage : Vo Minh Tri     | Spectateurs : 2 000 Arbitrage : Vo Minh Tri |
| 15:00 UTC+7 | (Rapport)                             |       |                                            | Spectateurs : 2 000 Arbitrage : Vo Minh Tri     | Spectateurs : 2 000 Arbitrage : Vo Minh Tri |

| 26 mai 2008 | Cambodge  | 0 – 1 | Népal           | Phnom Penh National Olympic Stadium, Phnom Penh |                                              |
| 15:00 UTC+7 |           |       | Ju Manu Rai 44e | Spectateurs : 3 000 Arbitrage : Mohsen Torky    | Spectateurs : 3 000 Arbitrage : Mohsen Torky |
| 15:00 UTC+7 | (Rapport) |       |                 | Spectateurs : 3 000 Arbitrage : Mohsen Torky    | Spectateurs : 3 000 Arbitrage : Mohsen Torky |

| 28 mai 2008 | Cambodge                                | 3 – 1 | Macao           | Phnom Penh National Olympic Stadium, Phnom Penh     |                                                     |
| 15:00 UTC+7 | Nuth Sinoun 30e, 90+2e · Chan Rithy 67e |       | Che Chi Man 65e | Spectateurs : 3 000 Arbitrage : Charymurat Kurbanov | Spectateurs : 3 000 Arbitrage : Charymurat Kurbanov |
| 15:00 UTC+7 | (Rapport)                               |       |                 | Spectateurs : 3 000 Arbitrage : Charymurat Kurbanov | Spectateurs : 3 000 Arbitrage : Charymurat Kurbanov |

## Compétition

### Équipes participantes
Les équipes suivantes sont qualifiées pour la phase finale du tournoi :
- Inde (pays organisateur)
- Corée du Nord (qualifié d'office)
- Turkménistan (qualifié d'office)
- Birmanie (qualifié d'office)
- Sri Lanka (Premier du groupe A)
- Tadjikistan (Premier du groupe B)
- Afghanistan (Premier du groupe C)
- Népal (Premier du groupe D)

### Phase de groupe
Toutes les horaires sont basés sur l'heure de l'Inde.

#### Groupe A
| Classement final : |              |     |   |   |   |   |    |    |      |
|                    | Équipe       | Pts | J | G | N | P | BP | BC | Diff |
| 1                  | Inde         | 7   | 3 | 2 | 1 | 0 | 4  | 2  | +2   |
| 2                  | Tadjikistan  | 5   | 3 | 1 | 2 | 0 | 5  | 1  | +4   |
| 3                  | Turkménistan | 4   | 3 | 1 | 1 | 1 | 6  | 2  | +4   |
| 4                  | Afghanistan  | 0   | 3 | 0 | 0 | 3 | 0  | 10 | -10  |

| 30 juillet | Tadjikistan  | 0 | 0 | Turkménistan |
|            | Inde         | 1 | 0 | Afghanistan  |
| 1er août   | Inde         | 1 | 1 | Tadjikistan  |
|            | Turkménistan | 5 | 0 | Afghanistan  |
| 3 août     | Inde         | 2 | 1 | Turkménistan |
|            | Tadjikistan  | 4 | 0 | Afghanistan  |

| 30 juillet 2008 | Turkménistan | 0 – 0 | Tadjikistan | Gachibowli Athletic Stadium, Hyderabad           |                                                  |
| 16:00           |              |       |             | Spectateurs : 150 Arbitrage : Valentin Kovalenko | Spectateurs : 150 Arbitrage : Valentin Kovalenko |
| 16:00           | (Rapport)    |       |             | Spectateurs : 150 Arbitrage : Valentin Kovalenko | Spectateurs : 150 Arbitrage : Valentin Kovalenko |

| 30 juillet 2008 | Inde           | 1 – 0 | Afghanistan | Gachibowli Athletic Stadium, Hyderabad      |                                             |
| 18:30           | Lawrence 90+2e |       |             | Spectateurs : 300 Arbitrage : Masaaki Iemto | Spectateurs : 300 Arbitrage : Masaaki Iemto |
| 18:30           | (Rapport)      |       |             | Spectateurs : 300 Arbitrage : Masaaki Iemto | Spectateurs : 300 Arbitrage : Masaaki Iemto |

| 1er août 2008 | Tadjikistan | 1 – 1 | Inde               | Gachibowli Athletic Stadium, Hyderabad                 |                                                        |
| 16:00         | Rabiev 11e  |       | Tuychiev 61e (csc) | Spectateurs : 350 Arbitrage : Tayeb Hasan Shamsuzzaman | Spectateurs : 350 Arbitrage : Tayeb Hasan Shamsuzzaman |
| 16:00         | (Rapport)   |       |                    | Spectateurs : 350 Arbitrage : Tayeb Hasan Shamsuzzaman | Spectateurs : 350 Arbitrage : Tayeb Hasan Shamsuzzaman |

| 1er août 2008 | Afghanistan | 0 – 5 | Turkménistan                              | Gachibowli Athletic Stadium, Hyderabad   |                                          |
| 18:30         |             |       | Ovekov 1re, 41e, 76e, 80e · Krendelev 24e | Spectateurs : 100 Arbitrage : Ali Saleem | Spectateurs : 100 Arbitrage : Ali Saleem |
| 18:30         | (Rapport)   |       |                                           | Spectateurs : 100 Arbitrage : Ali Saleem | Spectateurs : 100 Arbitrage : Ali Saleem |

| 3 août 2008 | Turkménistan    | 1 – 2 | Inde            | Gachibowli Athletic Stadium, Hyderabad          |                                                 |
| 18:30       | Orazmamedov 85e |       | Bhutia 54e, 80e | Spectateurs : 1 000 Arbitrage : Jassim Al-Senan | Spectateurs : 1 000 Arbitrage : Jassim Al-Senan |
| 18:30       | (Rapport)       |       |                 | Spectateurs : 1 000 Arbitrage : Jassim Al-Senan | Spectateurs : 1 000 Arbitrage : Jassim Al-Senan |

| 3 août 2008 | Afghanistan | 0 – 4 | Tadjikistan                            | Lal Bahadur Shastri Stadium, Hyderabad    |                                           |
| 18:30       |             |       | Rabiev 14e, 44e, 59e · Tukhtasunov 39e | Spectateurs : 150 Arbitrage : Vo Minh Tri | Spectateurs : 150 Arbitrage : Vo Minh Tri |
| 18:30       | (Rapport)   |       |                                        | Spectateurs : 150 Arbitrage : Vo Minh Tri | Spectateurs : 150 Arbitrage : Vo Minh Tri |

#### Groupe B
| Classement final : |               |     |   |   |   |   |    |    |      |
|                    | Équipe        | Pts | J | G | N | P | BP | BC | Diff |
| 1                  | Corée du Nord | 9   | 3 | 3 | 0 | 0 | 5  | 0  | +5   |
| 2                  | Birmanie      | 6   | 3 | 2 | 0 | 1 | 6  | 2  | +4   |
| 3                  | Népal         | 3   | 3 | 1 | 0 | 2 | 3  | 4  | -1   |
| 4                  | Sri Lanka     | 0   | 3 | 0 | 0 | 3 | 1  | 9  | -8   |

| 31 juillet | Corée du Nord | 3 | 0 | Sri Lanka |
|            | Birmanie      | 3 | 0 | Népal     |
| 2 août     | Birmanie      | 3 | 1 | Sri Lanka |
|            | Corée du Nord | 1 | 0 | Népal     |
| 4 août     | Corée du Nord | 1 | 0 | Birmanie  |
|            | Népal         | 3 | 0 | Sri Lanka |

| 31 juillet 2008 | Corée du Nord                           | 3 – 0 | Sri Lanka | Gachibowli Athletic Stadium, Hyderabad    |                                           |
| 16:00           | Peiris 5e (csc) · Pak Song-chol 9e, 27e |       |           | Spectateurs : 100 Arbitrage : Vo Minh Tri | Spectateurs : 100 Arbitrage : Vo Minh Tri |
| 16:00           | (Rapport)                               |       |           | Spectateurs : 100 Arbitrage : Vo Minh Tri | Spectateurs : 100 Arbitrage : Vo Minh Tri |

| 31 juillet 2008 | Birmanie                                                | 3 – 0 | Népal | Gachibowli Athletic Stadium, Hyderabad        |                                               |
| 18:30           | Yaza Win Thein 66e · Myo Min Tun 76e · Soe Myat Min 86e |       |       | Spectateurs : 150 Arbitrage : Khaled Al-Senan | Spectateurs : 150 Arbitrage : Khaled Al-Senan |
| 18:30           | (Rapport)                                               |       |       | Spectateurs : 150 Arbitrage : Khaled Al-Senan | Spectateurs : 150 Arbitrage : Khaled Al-Senan |

| 2 août 2008 | Sri Lanka      | 1 – 3 | Birmanie                                          | Gachibowli Athletic Stadium, Hyderabad           |                                                  |
| 16:00       | Jayasuriya 51e |       | Soe Myat Min 47e · Yan Paing 70e · Si Thu Win 85e | Spectateurs : 100 Arbitrage : Valentin Kovalenko | Spectateurs : 100 Arbitrage : Valentin Kovalenko |
| 16:00       | (Rapport)      |       |                                                   | Spectateurs : 100 Arbitrage : Valentin Kovalenko | Spectateurs : 100 Arbitrage : Valentin Kovalenko |

| 2 août 2008 | Népal     | 0 – 1 | Corée du Nord     | Gachibowli Athletic Stadium, Hyderabad       |                                              |
| 18:30       |           |       | Pak Song-chol 39e | Spectateurs : 100 Arbitrage : Masaaki Iemoto | Spectateurs : 100 Arbitrage : Masaaki Iemoto |
| 18:30       | (Rapport) |       |                   | Spectateurs : 100 Arbitrage : Masaaki Iemoto | Spectateurs : 100 Arbitrage : Masaaki Iemoto |

| 4 août 2008 | Corée du Nord | 1 – 0 | Birmanie | Lal Bahadur Shastri Stadium, Hyderabad                 |                                                        |
| 18:30       | Ro Hak-su 15e |       |          | Spectateurs : 100 Arbitrage : Tayeb Hasan Shamsuzzaman | Spectateurs : 100 Arbitrage : Tayeb Hasan Shamsuzzaman |
| 18:30       | (Rapport)     |       |          | Spectateurs : 100 Arbitrage : Tayeb Hasan Shamsuzzaman | Spectateurs : 100 Arbitrage : Tayeb Hasan Shamsuzzaman |

| 4 août 2008 | Népal                                        | 3 – 0 | Sri Lanka | Gachibowli Athletic Stadium, Hyderabad   |                                          |
| 18:30       | Shahukhala 14e · Ju Manu Rai 55e · Anjan 68e |       |           | Spectateurs : 200 Arbitrage : Ali Saleem | Spectateurs : 200 Arbitrage : Ali Saleem |
| 18:30       | (Rapport)                                    |       |           | Spectateurs : 200 Arbitrage : Ali Saleem | Spectateurs : 200 Arbitrage : Ali Saleem |

### Phase à élimination directe

#### Demi-finales
| 7 août 2008 | Inde       | 1 – 0 | Birmanie | Gachibowli Athletic Stadium, Hyderabad                   |                                                          |
| 16:00       | Chetri 82e |       |          | Spectateurs : 1 500 Arbitrage : Tayeb Hasan Shamsuzzaman | Spectateurs : 1 500 Arbitrage : Tayeb Hasan Shamsuzzaman |
| 16:00       | (Rapport)  |       |          | Spectateurs : 1 500 Arbitrage : Tayeb Hasan Shamsuzzaman | Spectateurs : 1 500 Arbitrage : Tayeb Hasan Shamsuzzaman |

| 7 août 2008 | Corée du Nord | 0 – 1 | Tadjikistan     | Gachibowli Athletic Stadium, Hyderabad       |                                              |
| 19:30       |               |       | Moukhidinov 39e | Spectateurs : 600 Arbitrage : Masaaki Iemoto | Spectateurs : 600 Arbitrage : Masaaki Iemoto |
| 19:30       | (Rapport)     |       |                 | Spectateurs : 600 Arbitrage : Masaaki Iemoto | Spectateurs : 600 Arbitrage : Masaaki Iemoto |

#### Match pour la troisième place
| 13 août 2008 | Birmanie  | 0 – 4 | Corée du Nord                                      | Ambedkar Stadium, New Delhi                     |                                                 |
| 16:00        |           |       | Pak Song-chol 10e, 12e, 44e (pen.) · Ro Hak-su 53e | Spectateurs : 1 000 Arbitrage : Khaled Al-Senan | Spectateurs : 1 000 Arbitrage : Khaled Al-Senan |
| 16:00        | (Rapport) |       |                                                    | Spectateurs : 1 000 Arbitrage : Khaled Al-Senan | Spectateurs : 1 000 Arbitrage : Khaled Al-Senan |

#### Finale
| 13 août 2008 | Inde                             | 4 – 1 | Tadjikistan      | Ambedkar Stadium, New Delhi                         |                                                     |
| 19:00        | Chetri 9e, 23e, 75e · Bhutia 19e |       | Fatkhuloev 45+1e | Spectateurs : 10 000 Arbitrage : Valentin Kovalenko | Spectateurs : 10 000 Arbitrage : Valentin Kovalenko |
| 19:00        | (Rapport)                        |       |                  | Spectateurs : 10 000 Arbitrage : Valentin Kovalenko | Spectateurs : 10 000 Arbitrage : Valentin Kovalenko |

| AFC Challenge Cup 2008 – Vainqueur Inde Premier titre |

## Meilleurs buteurs
| 6 buts - Pak Song-chol 4 buts - Sunil Chhetri - Yusuf Rabiev - Guwançmuhammet Öwekow 3 buts - Baichung Bhutia 2 buts - Soe Myat Min - Ro Hak-su | 1 but - Climax Lawrence - Myo Min Tun - Si Thu Win - Yan Paing - Yazar Win Thein - K.C. Anjan - Ju Manu Rai - Santosh Sahukhala - Kasun Jayasuriya - Fatkhullo Fatkhuloev | 1 but (suite) - Dzhomikhon Moukhidinov - Davronjon Tukhtasunov - Vyacheslav Krendelev - Ýusup Orazmämmedow Contre-son-camp - Madushka Peiris (pour la Corée du Nord) - Alisher Tuychiev (pour l' Inde) |  |

## Récompenses
| Trophée du Fair-Play | Trophée du Fair-Play | Trophée du Fair-Play | Meilleur buteur | Meilleur buteur | Meilleur buteur | Meilleur joueur du tournoi | Meilleur joueur du tournoi | Meilleur joueur du tournoi |
| -------------------- | -------------------- | -------------------- | --------------- | --------------- | --------------- | -------------------------- | -------------------------- | -------------------------- |
| Inde                 | Inde                 | Inde                 | Pak Song-chol   | Pak Song-chol   | Pak Song-chol   | Baichung Bhutia            | Baichung Bhutia            | Baichung Bhutia            |